# Spinopraonetha fuscomaculata
Spinopraonetha fuscomaculata – gatunek chrząszcza z rodziny kózkowatych i podrodziny zgrzypikowych. Jedyny przedstawiciel rodzaju Spinopraonetha.

## Zasięg występowania
Gatunek ten występuje na płd. Sri Lance.